# Nasser al-Johar
Nasser al-Johar (arabisch ناصر الجوهر, DMG Nāṣir al-Ǧauhar; * 6. Januar 1946 in Riad) ist ein ehemaliger saudi-arabischer Fußballspieler und späterer -trainer.

## Karriere

### Spieler
Als Spieler war er von 1961 bis zur Saison 1983/84 bei al-Nasr aktiv.

### Trainer
Ein paar Jahre nach seinem Karriereende als Spieler stieg er schließlich zur Saison 1987/88 als Trainer von al-Nasr ein und führte das Team bis Ende 1999 als Trainer an.
Bei der Asienmeisterschaft 2000 war er unter Chefcoach Milan Máčala als Co-Trainer gesetzt. Nach einer 1:4-Auftaktniederlage im ersten Gruppenspiel gegen Japan entließ der Verband allerdings den tschechischen Trainer und al-Johar begleitete das Team im weiteren Verlauf des Turniers nun als neuer Nationaltrainer an der Seitenlinie. Daraufhin erreichte er mit der Mannschaft das Finale, wo die Mannschaft aber erneut auf Japan traf und dort mit 0:1 unterlag. Nachdem es während der Qualifikation für die Weltmeisterschaft 2002 zur Entlassung von Slobodan Santrač gekommen war, übernahm al-Johar ab April 2002 erneut die Mannschaft. Er konnte das Ruder schließlich noch rumreißen und sich mit der Nationalmannschaft für die WM 2002 qualifizieren. Dabei wurde sein Team in der Qualifikation nicht nur Erster, sondern erzielte dabei auch die meisten Tore. Bei der Weltmeisterschaft selber gelang es der Mannschaft kein einziges Mal, das Tor zu treffen. In den drei Spielen der Gruppenphase bekam das Team jedoch zwölf Gegentore eingeschenkt. Nach dem Finalspiel gab der Verband schließlich die Trennung von ihm bekannt. Bei der Erstaustragung der Islamic Solidarity Games in der Ausgabe 2005 kehrte er noch einmal kurzzeitig als Coach zurück und führte die Gastgebernation zur Goldmedaille des Fußballturniers.
Nach der Entlassung von Hélio dos Anjos im Juni 2008 wurde er wieder vom saudi-arabischen Verband zurückgeholt, um nun zum vierten Mal als Nationaltrainer zu fungieren. Nun begleitete er das Team weiter in der Qualifikation zur Weltmeisterschaft 2010. Nach vier Spielen und lediglich ebenfalls vier eingesammelten Punkten in der vierten Qualifikationsrunde und somit unter großer Gefahr, die WM erstmals seit 1990 zu verpassen, trat er aber im Februar 2009 eigenständig zurück. Auf ihn folgte José Peseiro als neuer Trainer, er selbst verblieb aber innerhalb des Mitarbeiterstabs des Verbands.
Während der Asienmeisterschaft 2011 kam es nun schon wieder zu einem Trainerwechsel innerhalb des Turniers. Nach der 1:2-Auftaktniederlage gegen Syrien wurde Peseiro von seinem Amt entbunden und al-Johar führte das Turnier mit der Mannschaft zu Ende. Jedoch gelang unter ihm gegen Jordanien und Japan kein einziges Tor und kein weiterer Punkt mehr. Somit trennte sich der Verband dann auch von ihm direkt nach dem Ende des Turniers.